# Riege (Hövelhof)
Riege ist Ortsteil der Gemeinde Hövelhof im Kreis Paderborn, Nordrhein-Westfalen. Riege war bis 2012 Sitz des Naturschutzzentrums Senne, welches zur Biologischen Station Kreis Paderborn-Senne gehört.

## Museum

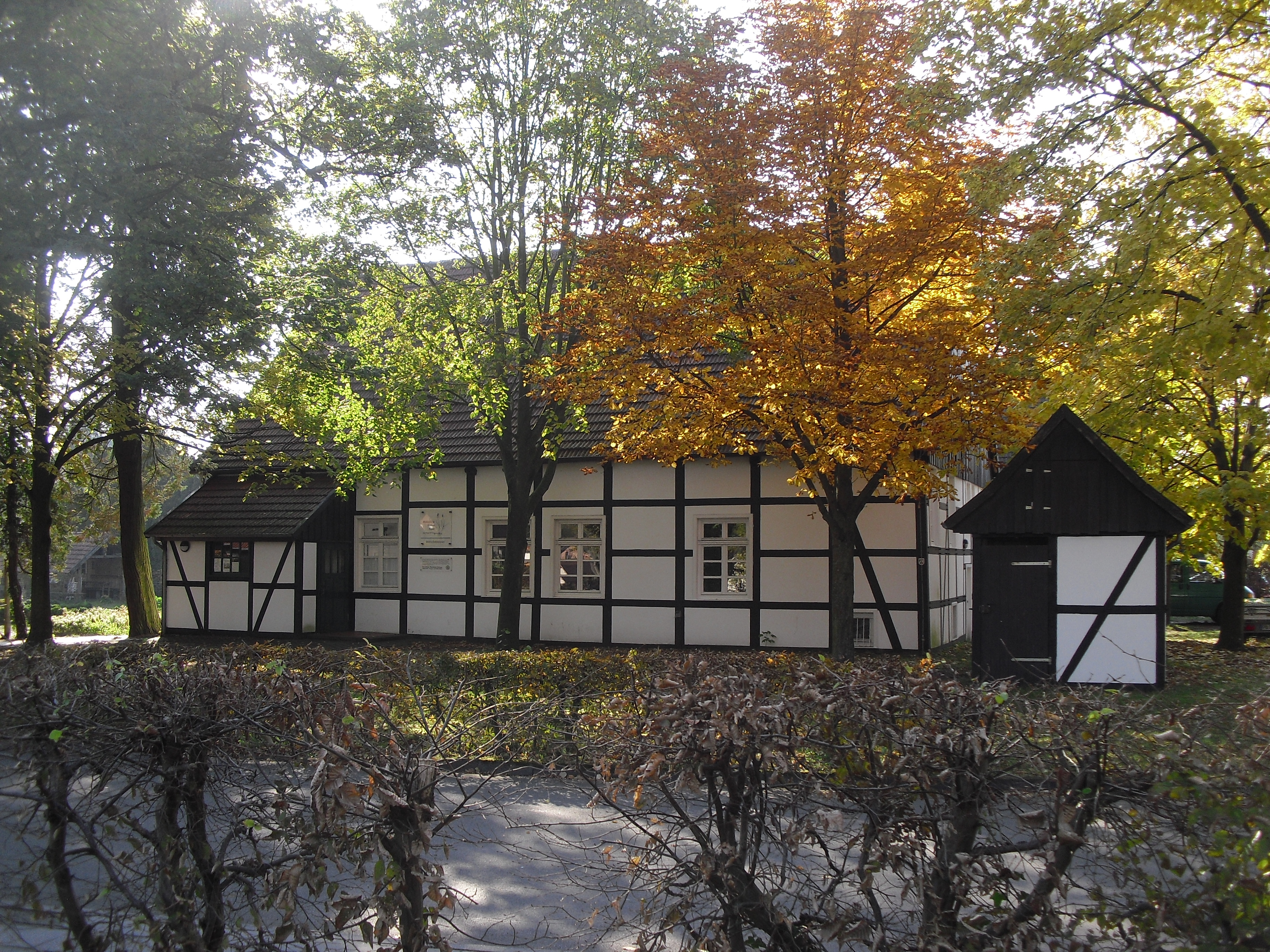
Dorfschulmuseum

In einem 200 Jahre alten Schulhaus wurde das Dorfschulmuseum Riege eingerichtet. Ein Schulraum zeigt das Schulleben in Literatur, Geräten und Einrichtung vor über 100 Jahren. Bei Renovierungsarbeiten im Sommer 1950 konnte ein Goldenes ABC, 24 Lebensregeln zu jedem Buchstaben, freigelegt werden.